# اگان (داکوتای جنوبی)
اگان(به انگلیسی: Egan) شهری در ایالت داکوتای جنوبی کشور ایالات متحده آمریکا است که جمعیت آن در سرشماری سال ۲۰۱۰ میلادی، ۲۷۸ نفر بوده‌است.